# Carl Peter Thunberg

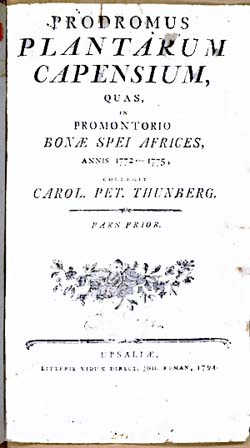
Prodromus Plantarum

Carl Peter Thunberg (ur. 11 listopada 1743 r. w Jönköping  – zm. 8 sierpnia 1828 r. w Thunaberg k. Uppsali) – szwedzki naturalista, lekarz i botanik. Nazywany jest "ojcem południowoafrykańskiej botaniki" i "japońskim Linneuszem".
Studiował medycynę i botanikę. Był uczniem Linneusza, którego cenił szczególnie za jego wkład w rozwój nauk przyrodniczych i szeroką wiedzę. W latach 1771–1779 był lekarzem w służbie holenderskiej. Uczestniczył w tym czasie w wyprawie do Indii Wschodnich. W następnych latach prowadził prace badawcze z zakresu botaniki w południowej Afryce, Japonii, na Jawie i na Cejlonie. Jego największym dziełem jest praca Flora Japonica (Flora japońska), opublikowana w 1784 r. Była to praca analogiczna do publikacji Linneusza pt. Flora Laponica, dzięki czemu Thunberg uzyskał przydomek japońskiego Linneusza. Od 1784 r. wykładał botanikę na uniwersytecie w Uppsali, gdzie był też kierownikiem przedmiotowej katedry.
Standardową skróconą formą autora, używaną do wskazania przy cytowaniu nazw botanicznych, jest Thunb.

## Wybrane publikacje
Botanika:
- Flora Japonica (1784)
- Icones plantarum Japonicarum (Uppsala, 1794-1805)
- Edo travel accompaniment (koniec XIX w.)
- Prodromus Plantarum Capensium (Uppsala, 1794-1800)
- Flora Capensis (1807, 1811, 1813, 1818, 1820, 1823)
- Voyages de C.P. Thunberg au Japon par le Cap de Bonne-Espérance, les Isles de la Sonde, etc.

Entomologia
- Donationis Thunbergianae 1785 continuatio I. Museum naturalium Academiae Upsaliensis, pars III, 33-42 pp. (1787).
- Dissertatio Entomologica Novas Insectorum species sistens, cujus partem quintam. Publico examini subjicit Johannes Olai Noraeus, Uplandus. Upsaliae, pp. 85-106, pl. 5. (1789).
- D. D. Dissertatio entomologica sistens Insecta Suecica. Exam. Jonas Kullberg. Upsaliae, pp. 99-104 (1794).